# Kamila Andini
Kamila Andini (ur. 6 maja 1986 w Dżakarcie) – indonezyjska reżyserka, scenarzystka i producentka filmowa.

## Życiorys
Najstarsza córka wybitnego indonezyjskiego reżysera Garina Nugroho. Studiowała socjologię i sztuki medialne na Deakin University w Melbourne, po czym rozpoczęła karierę dokumentalistki. Interesuje się zagadnieniami społeczno-kulturowymi, równością płci i kwestiami środowiskowymi, co też znajduje odzwierciedlenie w jej produkcjach.
Jej pełnometrażowy debiut fabularny, Lustro nigdy nie kłamie (2011), przedstawiał życie społeczności Badżawów i zdobył wiele nagród zarówno w Indonezji, jak i poza jej granicami. Andini była nominowana do nagrody dla najlepszego reżysera na Indonezyjskim Festiwalu Filmowym (FFI) w 2011, a w następnym roku została laureatką nagrody w tej kategorii na Festiwalu Filmowym w Bandungu.
Jeden z kolejnych filmów reżyserki, Nana (2022), startował w konkursie głównym na 72. MFF w Berlinie. Obraz nagrodzono Srebrnym Niedźwiedziem za najlepszą rolę drugoplanową dla aktorki Laury Basuki.
Prywatnie od marca 2012 jest żoną reżysera Ify Isfansyaha.